# Saustrup
Saustrup település Németországban, Schleswig-Holstein tartományban. Lakosainak száma 185 fő (2023. december 31.). Saustrup Rügge, Scheggerott, Mohrkirch és Böel községekkel határos.

## Népesség
A település népességének változása:
| Lakosok száma | 265  | 193  | 192  | 202  | 189  | 185  |
|               | 1975 | 2017 | 2019 | 2021 | 2022 | 2023 |